# 山川章太郎
山川 章太郎（やまかわ しょうたろう、1884年（明治17年）2月25日 - 1941年（昭和16年）2月4日）は、内科学者。位階および勲等は正三位・勲二等瑞宝章。専門は糖質代謝、消化器。ぶどう糖、脂肪の非経口的栄養（静脈内投与）の創始者、特に脂肪乳剤ヤノールの臨床応用が重要。
長男は山川邦夫（順天堂大学医学部教授）。次男は山川民夫（東京大学名誉教授）。孫は大熊由紀子（科学ジャーナリスト）。

## 経歴
香川県高松市に、山川慎蔵（儒者、和算家）の長男として生まれる。祖父の山川孫水も大坂出身の儒者および和算家で、私塾を開いたのち高松藩の郷校の校長を務めている。
米国留学中、野口英世の協力を得て、血清プロテアーゼの研究を行った（追悼録）。のち東北帝国大学医学部教授となり消化官のレントゲン診断法を確立した。昭和16年、大腸癌肝転移のため仙台の自宅で逝去、享年57。墓所は多磨霊園。
担当した東北帝国大学医学部内科学講座は、それ以後、黒川利雄、山形敞一、後藤由夫、豊田隆謙、下瀬川徹、正宗淳が教授として引き継いでいる。

## 略歴
- 1902年（明治35年） 高松中学校卒業
- 1905年（明治38年） 第三高等学校卒業
- 1909年（明治42年） 東京帝国大学医科大学医学科卒業
- 1913年（大正2年）東北帝国大学医学専門部教授
- 1915年（大正4年）東北帝国大学医科大学教授（内科学第三講座担当）
- 1916年（大正5年） 米国ロックフェラー医学研究所（大正7年まで）
- 1926年（大正15年）東北帝国大学医学部附属医院長

## 主要著作・関連資料
- 「消化管のレントゲン診断」山川章太郎・黒川利雄　金原書店 昭和11年（1936）
- 「山川内科同窓会誌」、第9号（山川教授開講25周年記念号）、東北帝国大学医学部山川内科教室、昭和14年(1939)
- 「山川先生追悼録」、東北帝国大学医学部黒川内科教室、昭和16年（1941）
- 「艮陵同窓会百二十年史」東北大学医学部艮陵同窓会　平成10年（1998）